# De Spaarnebazuin

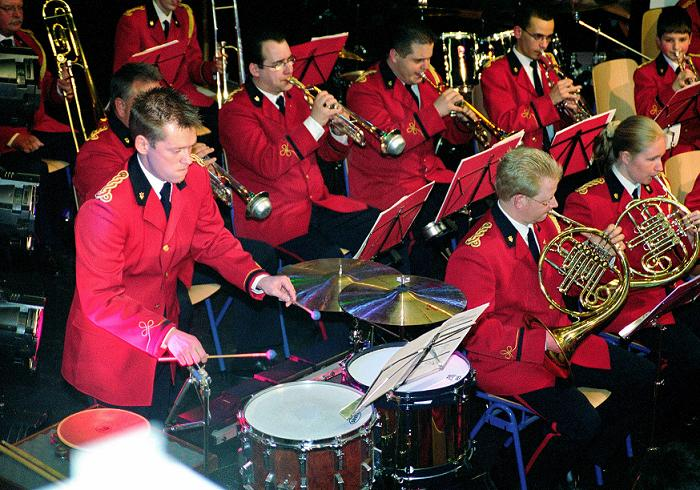
2004 - Voorjaarsconcert

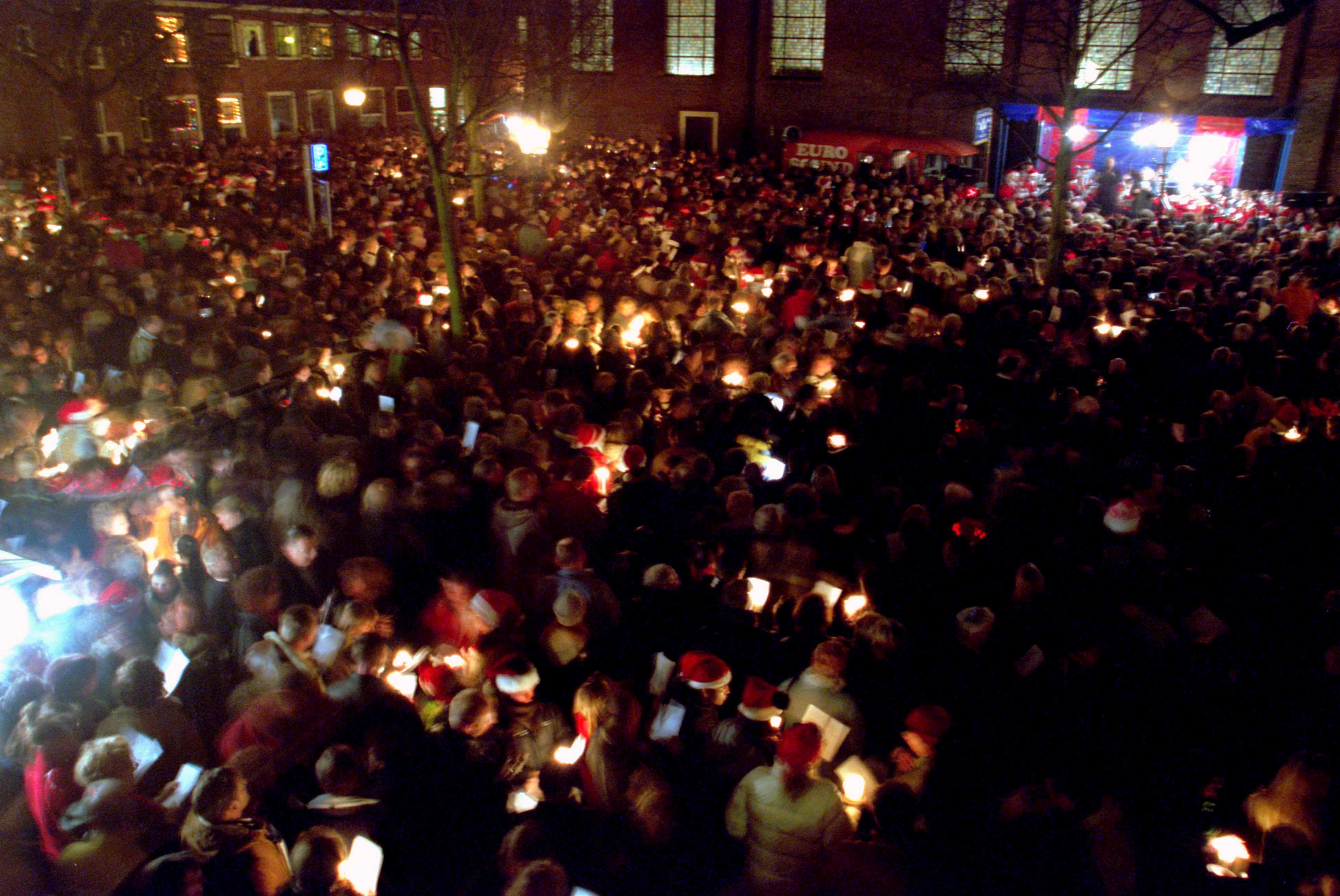
2004 - Kerstconcert Nieuwe Kerksplein

De Spaarnebazuin is een harmonieorkest uit Haarlem en is van oorsprong een katholieke muziekvereniging. Het orkest geeft gemiddeld tien concerten of optredens per jaar. Het muzikale oeuvre varieert van origineel repertoire voor harmonieorkest tot klassiek, jazz, swing, pop en filmmuziek. Anno 2010 waren er ca. vijftig leden.

## Geschiedenis

### 1929-1939
De Spaarnebazuin werd opgericht op 21 juni 1929. Dit gebeurde op initiatief van onder andere kapelaan Brinkman en pastoor De Vlieger. Bij de oprichting van de vereniging werden toelatingsvoorwaarden gesteld. Getrouwde mannen werden niet toegelaten en vrouwen mochten helemaal geen lid worden. De naam van het orkest wijst waarschijnlijk op de naam van de kerk waar het orkest is opgericht: de Spaarnekerk, die aan het Spaarne stond.
Tussen 1933 en 1935 werden veel jongeren van negen en tien jaar opgeleid tot marinefluitspeler. Zij liepen bij buitenoptredens voor het muziekkorps uit en speelden met de tamboers en harmonie mee. Tijdens de kerstnacht werden vanuit de toren van de Spaarnekerk kerstliederen gespeeld. Aan het eind van de jaren dertig werd de samenwerking met de heer Hakkenberg van Gaasbeek stopgezet. Dit kwam voort uit financiële oorzaken (crisis). Zijn vervanger werd de heer Stammeijer.

### 1939-1945
Eind 1942 werden door de Duitsers alle activiteiten van verenigingen verboden. Leden van het harmonieorkest besloten de instrumenten op de zolders van De Spaarnekerk te verbergen. De ledenlijsten werden verbrand. Een enorme klap voor het orkest was de arrestatie van de heer Habraken. Hij werd door de Duitsers in maart 1945 opgepakt en kort daarna gefusilleerd. Na de oorlog is zijn lichaam overgebracht naar de erebegraafplaats in Overveen. Na de bevrijding, in 1945, werd er vanaf het dak van de pastorie het Wilhelmus geblazen en de vlag gehesen. In augustus werd er weer begonnen met repeteren. De instrumenten verkeerden in slechte staat.

### 1946-1959
Na de Tweede Wereldoorlog was er veel tijd en geduld nodig om nieuwe leden te vinden en op te leiden. In 1949 bestond De Spaarnebazuin twintig jaar. Dat werd gevierd met een concert in een zelfgebouwde muziektent. Het concert werd druk bezocht.
In 1954 schafte men ter gelegenheid van het 25-jarig jubileum nieuwe uniformen aan. Een jaar later deed het harmonieorkest voor het eerst sinds 1940 mee aan een concours. Het resultaat was matig. Een grote verandering vond plaats in 1957, een vrouw werd toegelaten tot de vereniging. Spoedig daarna volgen nog dertien andere vrouwen. Deze uitbreiding zorgde ervoor dat er nieuwe instrumenten moesten worden aangeschaft. In 1959 werd het 30-jarig jubileum gevierd met een groot concert. In het jubileumjaar werd een eerste prijs behaald tijdens een concours in Driehuis.

### 1960-1969
Het orkest kreeg in 1960 een compleet nieuw uniform. Tevens werd in 1961 de heer W. van der Geest de nieuwe dirigent. Het bestuur kwam in handen van C. van de Goes. Onder zijn leiding kwamen een aantal nieuwe zaken tot stand. Zo sloot de vereniging zich in 1962 aan bij de bond voor Hafabra (later F.K.M.), kon door gemeentelijke subsidie een geheel nieuw instrumentarium worden aangeschaft en nam vanaf 1963 de dirigent de leiding op zich over de leerlingen. Er werd hard gewerkt om het orkest op een hoger niveau te krijgen. Het tamboerkorps en het orkest ontwikkelden zich op muzikaal niveau snel. Ondanks deze positieve ontwikkelingen bleef het aantal leden laag. Er waren veertien tamboers en achtentwintig muzikanten. Op 29 september 1968 fuseerde De Spaarnebazuin met het harmonieorkest Sint Bavo, genoemd naar Bavo van Gent. De naam 'Harmonie De Spaarnebazuin' bleef behouden. Het ledental steeg door het samengaan tot drieëntachtig.

### 1970-1979
Dit was een bloeiperiode. Een groots spektakel was een televisieprogramma van de VARA, dat werd opgenomen in de Kennemer Sporthal. Ook werd begonnen met de gewoonte om ieder jaar een voorjaarsconcert te gegeven. In 1971 werd er een leerlingenorkest opgericht. Een jaar later vond de eerste buitenlandse reis plaats, naar Rheydt in Duitsland. De jaren 1972 en 1974 stonden in het teken van concoursen. In 1974 werd er een concert gegeven in De Spaarnekerk omdat het voortbestaan van die kerk werd bedreigd. Een jaar later speelde De Spaarnebazuin er haar laatste concert, de kerk werd gesloten en niet veel later gesloopt.
In 1975 De Spaarnebazuin het verzoek weer te komen optreden in Rheydt. In 1979 werd het 50-jarig jubileum gevierd met concerten en andere activiteiten.

### 1980-1997

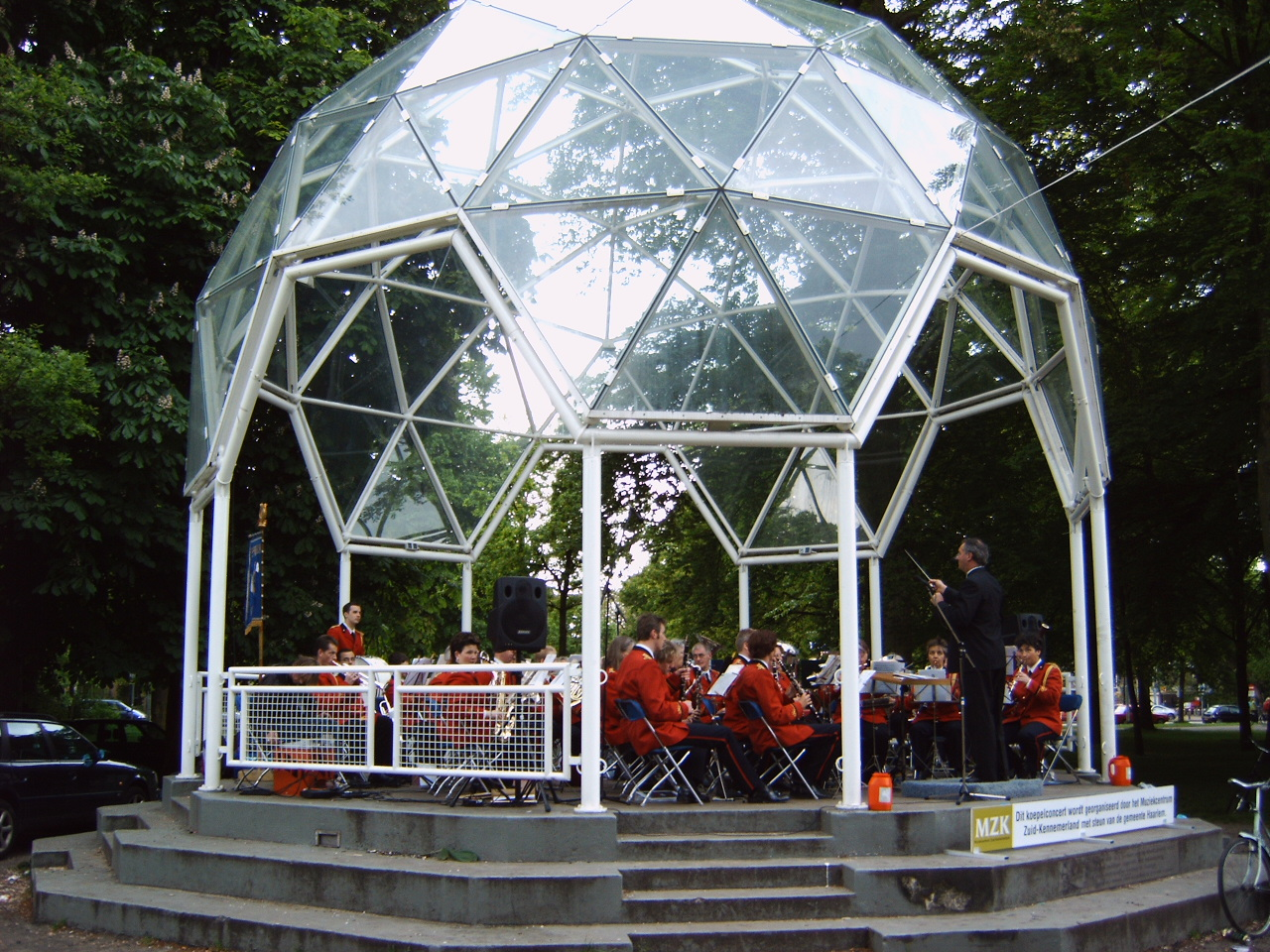
2005 - Koepelconcert Haarlemmer Hout

Na drieëntwintig jaar besloot dirigent W. van der Geest in 1984 te stoppen. Hij bracht De Spaarnebazuin van de laagste afdeling naar de ereafdeling. Bij zijn afscheid werd hij tot erelid benoemd. De dirigenten wisselen elkaar daarna snel af. Van 1984 tot 1988 is G. Geersen uit Amstelveen dirigent. Hij wordt in 1988 opgevolgd door de heer Brugman. In 1989 was het 60-jarig jubileum de aanleiding om na twintig jaar de uniformen te vervangen.

### 1997-2008
In 1997 krijgt De Spaarnebazuin weer een nieuwe dirigent. Het is voor het eerst in de geschiedenis van het orkest een vrouw. Hélene Anderson neemt het dirigentschap over tot 2004. Onder haar leiding vinden er verschillende buitenlandse reizen plaats, onder andere naar haar geboorteland Zweden, maar ook naar Duitsland en in 2004 naar Parijs en Blois. In deze periode worden samenwerkingsconcerten gegeven met andere orkesten en zangkoren. Onder leiding van Anderson bereikt het harmonieorkest tijdens een concours in 2000 de afdeling 'uitmuntendheid'. In 1998 kwam er een opleidingsorkest voor kinderen vanaf negen jaar die een muziekinstrument willen leren bespelen.
Het 75-jarig jubileum wordt onder andere gevierd met een speciaal concert bij Circus Herman Renz. In april 2004 vindt het jubileumconcert plaats met muziek van ABBA, The Beatles en Robbie Williams. Het jubileumjaar wordt afgesloten met een concert op de Grote Markt in Haarlem. Daar wordt door de Spaarnebazuin, de Harmonie Doorn en de Diemer Harmonie het stuk Ouverture 1812 van Tsjaikovski uitgevoerd. De orkesten worden hierbij ondersteund door de kanonniersploeg van  het Nederlands Vestingmuseum Naarden. Na dit jubileumjaar besluit Hélene Anderson het harmonieorkest te verlaten en terug te keren naar Zweden.
In september 2004 wordt Jeroen Vermeulen aangesteld als dirigent. Hij zal slechts zeven maanden blijven, tot april 2005. Zijn plaats wordt tot het eind van het seizoen overgenomen door Mathijs Broersen. Op 30 april 2005 overlijdt Chantal Nieuwenhuijzen die fluitiste is in het orkest op de leeftijd van 22 jaar. Ter nagedachtenis speelt de Spaarnebazuin bij de uitvaart muziek van ABBA. 
In oktober 2005 treedt Joel Eijssen aan als dirigent. Hij leidt het orkest naar het concours in het najaar van 2006. Daar bewijst het orkest met een goed resultaat dat het de classificatie in de 2e divisie waard is. In april 2007 speelt de Spaarnebazuin op het Haarlemse 'Windfestival' werken van Grieg, Lancen en Mendelssohn Bartoldy in de Haarlemse Philharmonie concertzaal samen met drie andere orkesten uit de regio. Als gast nodigt de Spaarnebazuin het Koninklijk Haarlems Mannenkoor Zang en Vriendschap uit voor een gezamenlijke uitvoering van het werk 'Landerkennung' van Grieg. Als slotstuk spelen de muzikanten van de vier orkesten onder leiding van Jacob Slagter het achtste deel uit het werk 'Schilderijen op een tentoonstelling' van Moessorgski. In mei 2007 volgt een vermakelijk optreden met Jos Janssen, trombonist bij de Marinierskapel en bekend muzikale entertainer. In oktober 2007 neemt het orkest afscheid van dirigent Eijssen. Opvolger is Michiel Kockx. Als componist/arrangeur is Kockx aangesloten bij Molenaar Edition te Wormerveer. Hij zal het orkest leiden tot aan het voorjaar van 2008 wanneer optreden gepland is met Spaanse invloeden. Hij dirigeert ook het traditionele optreden van de Spaarnebazuin samen met een duizendtallig Haarlems publiekskoor op Kerstavond. Op de Grote Markt verzamelen zich circa 5000 mensen in de vrieskou. 
In april 2008 treedt Remco Krooshof aan als nieuwe dirigent. Hij maakt zijn debuut bij het optreden op Koninginnedag en de Dodenherdenking op de Dreef.

### 2009 en verder

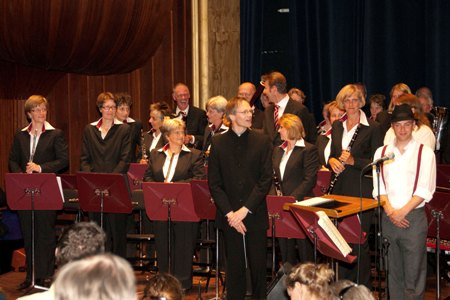
2009 - Jubileumconcert Philharmonie Haarlem

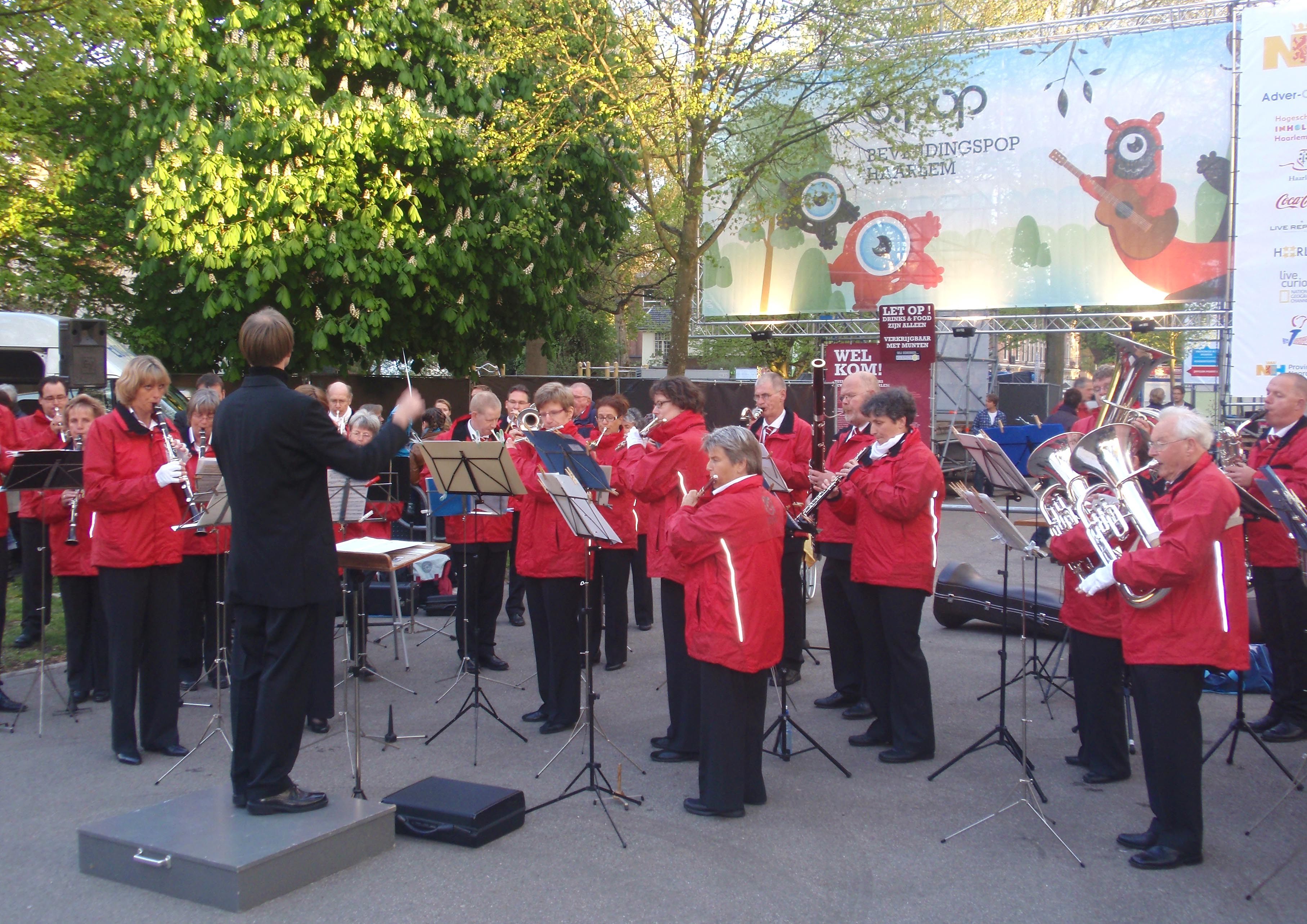
2010 - Dodenherdenking op de Dreef te Haarlem

Remco Krooshof begeleidt in 2009 het orkest naar een jubileumconcert ter gelegenheid van de 80-ste verjaardag die wordt gevierd in de Philharmonie. Het rode uniform uit de jaren 1980 wordt verruild voor een nieuw concertkostuum. Het verenigingslogo wordt gemoderniseerd. In 2010 en 2011 zette de modernisering door met een studieproject. Het orkest liet zich begeleiden door professionals uit Metropole Orkest, Radio Filharmonisch Orkest  en Radio Kamer Orkest.
In 2012 heeft het orkest zich beziggehouden met cultureel project onder de naam 'Muziek aan de Muur'. Jongeren leren daarbij in workshops van professionele kunstenaars om van muziek een abstract schilderij te maken.

## Instrumenten
Harmonieorkest 'De Spaarnebazuin' kent de volgende instrumentgroepen:
- Trompetten
- Trombones
- Klarinetten
- Hobo's
- Fluiten/ piccolo
- Saxofoons (alt, tenor, bariton)
- Fagotten
- Hoorns
- Eufonia
- Bes-Bassen
- Slagwerkers

## Dirigenten
- 1929 - 193?  de heer Hakkenberg van Gaasbeek
- ??? - ???       de heer Stammeijer
- 1961-1984 Wim van der Geest
- 1984-1988 Gijs Geersen
- 1988-1997 Cees Brugman
- 1997-2004 Hélene Anderson
- 2004-2005 Jeroen Vermeulen
- 2005-2007 Joel Eijssen
- 2007-2008 Michiel Kockx
- 2008-2015 Remco Krooshof
- 2015-2018 Maron Teerds
- 2018-heden Lindy Karreman[1]